# Bābāgīr
Bābāgīr (persiska: بابا گیر) är en ort i Iran.   Den ligger i provinsen Ilam, i den västra delen av landet, 500 km väster om huvudstaden Teheran. Bābāgīr ligger 1 326 meter över havet och antalet invånare är 195.
Terrängen runt Bābāgīr är kuperad. Runt Bābāgīr är det ganska tätbefolkat, med 54 invånare per kvadratkilometer. Närmaste större samhälle är Zarneh, 12,0 km sydost om Bābāgīr. Omgivningarna runt Bābāgīr är i huvudsak ett öppet busklandskap.